# BCD Group
Die BCD Group (vormals BCD Holdings N.V.) ist ein niederländisches Unternehmen in Privatbesitz und besteht aus BCD Travel (globales Geschäftsreisemanagement samt Tochteragenturen BCD Meetings & Events und Advito).
BCD Group wurde 1975 von John Fentener van Vlissingen gegründet, beschäftigt mehr als 10.000 Mitarbeiter und ist in mehr als 100 Ländern tätig. Der Gesamtumsatz, einschließlich Franchising in Höhe von 10,9 Milliarden USD, beläuft sich auf 30 Milliarden USD (2019).

## BCD Travel
BCD Travel ist weltweit der drittgrößte Anbieter für globales Geschäftsreisemanagement. BCD Travel ist ein Tochterunternehmen der BCD Group (vormals BCD Holdings N. V.) und mit mehr als 15.000 Mitarbeitern über 100 Ländern präsent – mit 27,5 Milliarden US-Dollar Umsatz (2019).

### Dienstleistungen
Das Unternehmen bietet Geschäftsreisemanagement für Unternehmen an. Dazu gehören u. a. Reiseplanung und -buchung, Prozesskostenanalyse, strategischer Reiseeinkauf, Reisekostenabrechnung und  Reisekostencontrolling.

### Kunden
Das Unternehmen betreut Kunden jeder Größenordnung – vom weltweiten Konzern bis hin zu kleinen und mittelständischen Unternehmen. Ansprechpartner in den Unternehmen sind Travel Manager, Einkäufer oder Reisebesteller.

### BCD Travel Germany GmbH

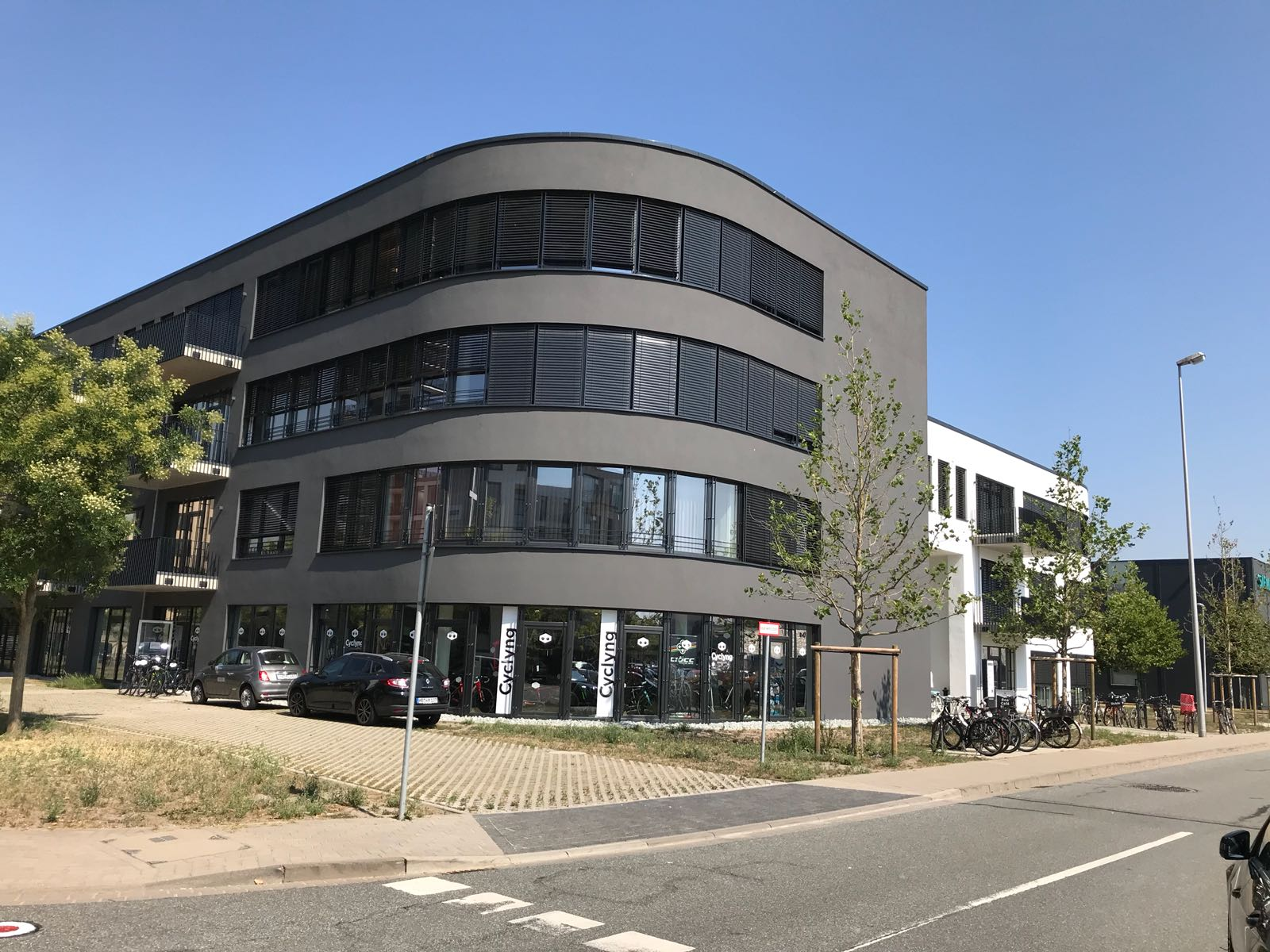
BCD Travel Zentrale in Bremen

BCD Travel und damit auch die deutsche Ländergesellschaft BCD Travel Germany GmbH gehören seit dem 31. März 2006 zu 100 Prozent zur BCD Group. Der Sitz der deutschen Zentrale liegt in der Bremer Überseestadt. Deutschlandweit werden Unternehmen von acht Hauptstandorten und diversen Implants aus betreut. Geschäftsführer der BCD Travel Germany GmbH ist Alexander Albert.

#### BCD Meetings & Events
BCD Meetings & Events Germany GmbH ist eine hundertprozentige Tochter der BCD Travel und bietet Dienstleistungen für Meetings, Events, Incentives und Engagement Solutions. Das Unternehmen ist eine unabhängig geführte operative Gesellschaft. Das Angebot  beinhaltet Logistik, Gästemanagement, und Venue Sourcing, Meetings Management, sowie Kreation, Umsetzung und Kommunikation für Meetings, Events & Incentives. BCD Meetings & Events erwarb L37 Creative (L37), eine Agentur für Veranstaltungsproduktion und kreative Medien mit Sitz in Chicago, in 2019 und das britische Unternehmen Grass Roots Meetings & Events in 2017. BCD Meetings & Events hat seinen Hauptsitz in Chicago, die Deutschlandzentrale befindet sich in Düsseldorf. Weltweit beschäftigt BCDME mehr als 1.150 Mitarbeiter und ist in mehr als 50 Ländern tätig.

#### Numiga
Numiga ist ein deutsches Tochterunternehmen von BCD Travel mit 90 Mitarbeitern, das sich darauf spezialisiert hat, Reisekostenabrechnungen abzuwickeln und Unternehmensprozesse zu organisieren.

### Advito
Advito, die Beratungssparte von BCD Travel, bietet Beratungsleistungen in den Bereichen Travel-Management, Beschaffung und Outsourcing. Advito hat seine Hauptsitze in Chicago und London.

### Geschichte
1847 wurde die Hamburg-Amerikanische Packetfahrt-Actien-Gesellschaft (später Hapag) und 1857 der Norddeutsche Lloyd (NDL) gegründet. 1905 eröffneten Hapag und NDL in Berlin die ersten Reisebüros. 1970 erfolgte die Fusion beider Unternehmen zur Hapag-Lloyd AG. 1998 wurde Hapag-Lloyd von der Preussag AG übernommen und die Hapag Touristik Union in TUI Group umbenannt.
Die TUI Group übernahm 1999 die Gesellschafteranteile der First Reisebüro Management und 2001 verschmolzen First Reisebüro Management und Hapag-Lloyd Geschäftsreise zur TUI Business Travel Deutschland. TUI Business Travel und die US-amerikanische Maritz Travel Group gründeten 2001 die globale Marke TQ3 Travel Solutions. 2004 gaben TQ3 Travel Solutions Management Holding und Navigant International ihre Kooperation bekannt.
Anfang 2006 verkaufte die TUI AG ihre Tochter TQ3 Travel Solutions Management Holding GmbH an BCD Holdings N.V. (firmiert seit 2014 als BCD Group), die die drei Unternehmen World Travel BTI, The Travel Company und TQ3 Travel Solutions unter dem Namen BCD Travel zusammenführte.